# Хироказу Каназава
Хироказу Каназава (Hirokazu Kanazawa, 1931) е световно признат майстор на Шотокан карате. Той е единственият, който е спечелил 3 пъти поред прочутото състезание „All Japan Karate Championships“. На единия финал побеждава със счупена китка. Неговият най-голям син, Nobuaki, също печели след години издание на това състезание.
Въпреки че в днешни дни Каназава е заклет карате практикуващ, това не винаги е било така. Роден на 3 май 1931, още като дете започва занимания по джудо, спорт в който достига 2 дан още преди влизането си в университета Nippon. Един ден случайно вижда тренировката на карате група от университета Takushoku и е дотолкова впечатлен от техните умения, че веднага решава да научи това изкуство и се прехвърля в този университет.
Скоро става протеже на Масатоши Накаяма и е един от малкото привилегировани трениращи които могат да получат напътствия и лично от самия Гичин Фунакоши. Учи и от Хидетака Нишияма и Териюки Оказаки.
За година и половина усилени тренировки достига 1 дан. След още 3 години печели 2 дан и така надминава много от другите ученици, започнали заниманията си преди него (1961 получава 5 дан, 1966 – 6 дан, 1971 – 7 дан).
Избран заедно с още 2 ученика да премине едногодишно инструкторско обучение през 1956 успешно преминава изпит за 3 дан и инструкторският изпит. През 1957 е първото Общояпонски Карате Турнир, но тъй като е със счупена китка, той не възнамерява да участва. Обаче неговата майка идва от провинцията, за да го гледа, и не желаейки да я разочарова, той решава да вземе участие в поне една среща. Лекарят трябвало пак да прегледа ръката му поради опасност от усложнения с правилното зарастване. Използвайки само лявата си ръка за блокиране и финтове и пазейки другата за решаващия момент на двубоя, Каназава печели всичките срещи с чиста победа – ипон. Следващата година печели индивидуално и в кумите, и в ката, като така става първият Гранд шампион, успех повторен още само 5 пъти.
Каназава постоянно получава нови нарнявания. И двете му ръце са чупени, пръстите също, има наранено рано и гръбнак, шевове около дясното око и ухо. Все пак винаги подчертава, че тези наранявания са последица от собствените му грешки, а не вследствие на карате.
Освен в карате, Каназава става експерт и в различните традиционни оръжия, използвани в ко-будо. Отделно от тези си познания, той се обогатява още като в продължение на над 30 години усилено практикува Тай Чи Чуан под ръководството на професор Wong.
1961 – 1963 е главен инструктор за Хавай на Японската Карате Асоциация (ЯКА), а от април 1965 е във Великобритания. Преподава 2 години и в Западна Германия и е треньор на евпропейския отбор на Световното първенство в Мексико през 1968, преди да се завърне в Япония и да заеме ръководен пост в ЯКА. Като треньор неговият отбор печели Световната титла в Париж през 1972.
През 1973 прекъсва отношенията си с ЯКА и създава и най-голямата Шотокан организация в света – Shotokan Karate-do International Federation (SKIF), на която е президент и Главен шеф-инструктор. В нея членуват над 2 500 000 души от 130 страни. По негови думи в нея има над 100 000 черни пояса. През 1978 година се връща в Япония и остава там въпреки настояването на семейството му за заминаване в Канада (каквото е било и неговото първоначално намерение).
През април 2000, докато се провежда 7 Световно първенство на SKIF в Бали, Индонезия, Каназава е произведен в 10 дан, заедно с Оказаки шихан са единствените в света живи Шотокан майстори с тази степен.
Автор е на следните книги:
- Stronger Karate in Six Weeks. 1978.
- Shotokan Karate International Kata, Volume 1. 1981.
- Shotokan Karate International Kata, Volume 2. 1982.
- Nunchaku: Dynamic Training. 1984.
- Dynamic Power of Karate. 1986.
- Shotokan Karate International Kumite Kyohan. 1987.
- Karate My Life. Jan. 2003.
- Karate Fighting Techniques: The Complete Kumite. 2004.
- Karate: The Complete Kata. Jan. 2010

Авторски филми:
- Kanku Dai Video
- 26 Shotokan Kata
- Shotokan Karate Knazawa 3 DVD Box set Kihon Kumite & Kata. DVD release 2008
- Shotokan Karate Kanazawa Mastering Karate 9 DVD Box Set. 2005.

На неговия живот е посветена книгата „Kanazawa, 10th Dan. Recollections of a Living Karate Legend. The early years (1931 – 1964)“, написана от Dr. Clive Layton и Michael Randall MBE (8 дан), 2001.